# Famiglia di lanciatori Saturn

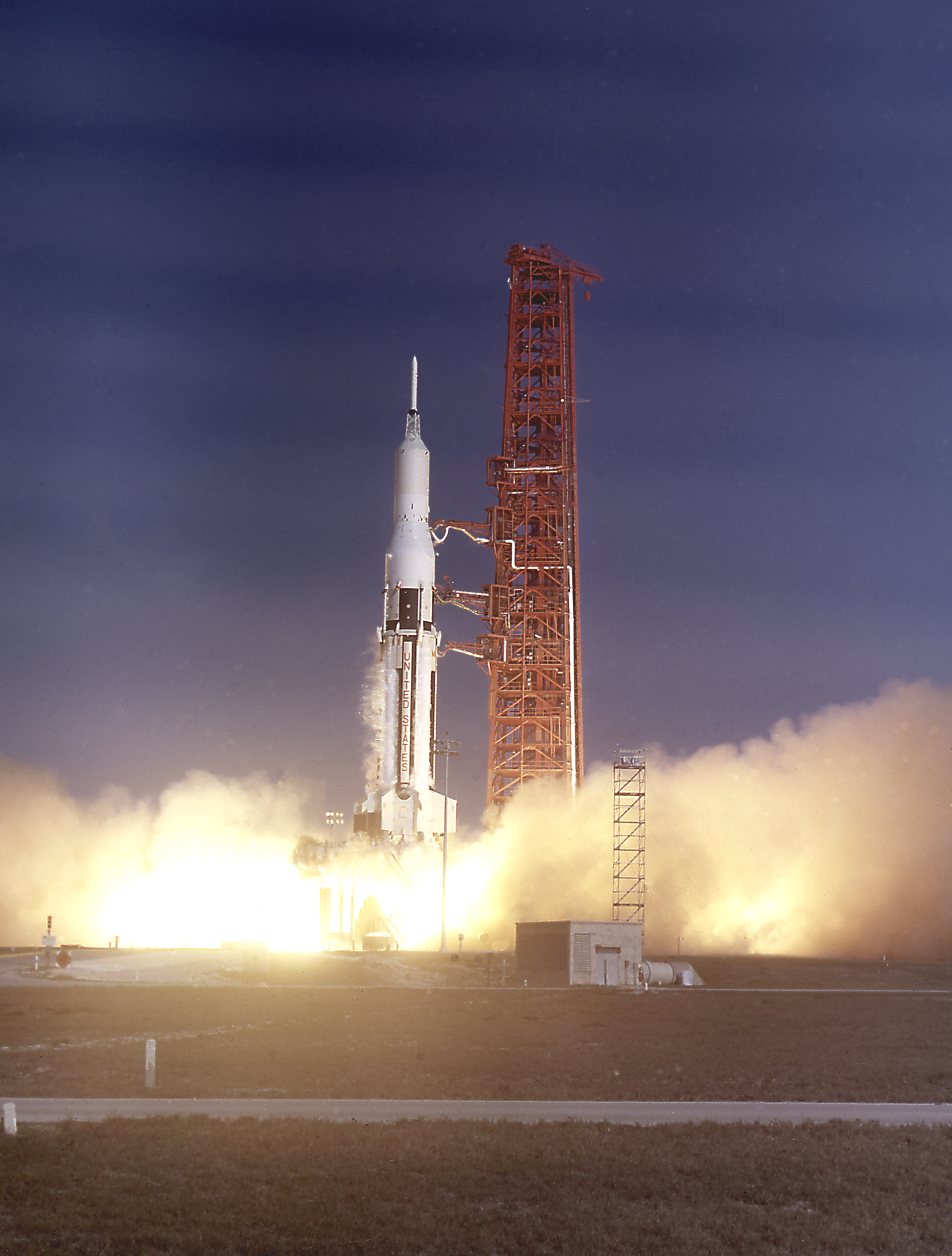
Il SA-9 (Saturn I Block II), l'ottavo volo del Saturn I, partito il 16 febbraio 1965. Questo fu il primo Saturn con un carico operativo, il satellite per la rilevazione delle meteoriti Pegasus I.

La famiglia di razzi Saturn fu sviluppata per lanciare carichi pesanti nell'orbita terrestre ed oltre. Essi furono adottati come lanciatori per il programma Apollo. I due più importanti membri di questa famiglia furono il Saturn IB ed il Saturn V.

## Primi sviluppi
Il progetto originale del Saturn fu creato a partire da un'idea sviluppata da Wernher von Braun nel 1957. Il razzo aveva una forte 
somiglianza con il tedesco aggregate series A9-A12 (che non fu comunque mai realizzato). Egli sottopose una proposta al Dipartimento della Difesa degli Stati Uniti, descrivendo la necessità di sviluppare un propulsore pesante con una spinta di circa 6,7 MN (670 tonnellate, o 1,5 milioni di lbf). Un tale propulsore sarebbe stato capace di piazzare un carico utile di 10-20 t nell'orbita terrestre o di 3-6 t in qualsiasi altro posto nel sistema solare. L'anno seguente l'Advanced Research Projects Agency approvò un programma di ricerca e sviluppo per un razzo designato Juno V (come una continuazione delle serie di razzi Juno I e Juno II, le varianti per il lancio di satelliti dei razzi militari Jupiter-C e Jupiter IRBM).
Furono presi in considerazione due diversi approcci al problema: il primo prevedeva l'utilizzo di più motori per raggiungere la spinta di 6,7 MN, il secondo di usare un singolo motore di potenza molto maggiore di quelli concepiti sino a quel punto. Entrambe le possibilità furono investigate dalla squadra di von Braun.
Si suggerì che la via più pratica per costruire un razzo a più motori fosse di racchiudere insieme gli stadi del razzo esistenti, una strategia che gli scettici soprannominarono "Cluster's Last Stand" ma che rapidamente si dimostrò realizzabile con la costruzione di uno stadio di prova non volante. Von Braun propose un progetto dove otto stadi di missili Redstone sarebbero stati raggruppati attorno ad un singolo stadio di un Jupiter. Ciascuno di questi nove singoli razzi sarebbe stato riempito con un motore derivato dall'S-3D già usato sui missili Thor e Jupiter. Rocketdyne, il produttore dell'S-3D, ricevette un contratto per potenziare il motore da 670 a 840 kN di spinta. Il motore risultante venne designato come H-1.
Allo stesso tempo, Rocketdyne progettò un motore che da solo avrebbe sviluppato la potenza dei motori H-1 raggruppati designandolo come F-1.
Nel 1959 Von Braun suggerì che il nome del razzo avrebbe dovuto essere cambiato in Saturn, un passo oltre Jupiter (Jupiter e Saturn sono i corrispettivi inglesi per Giove e Saturno rispettivamente il quinto ed il sesto pianeta dal Sole), e l'Advanced Research Projects Agency approvò tale cambiamento. Allo stesso tempo i militari decisero di non avere una necessità immediata di un razzo per lanci così pesanti e girarono il progetto alla neonata NASA. La NASA a quel tempo stava già lavorando al progetto di un proprio razzo di grosse dimensioni, il Nova, ma decise di tenere seriamente in considerazione il lavoro di Von Braun. Nel frattempo la squadra di Von Braun si concentrò sullo sviluppo degli stadi successivi del razzo.

## Silverstein Committee
Una commissione del governo, la "Saturn Vehicle Evaluation Committee" (meglio conosciuta come Silverstein Committee), fu formata per suggerire la direzione specifica che la NASA avrebbe dovuto seguire con il programma. La commissione suggerì lo sviluppo di un nuovo stadio superiore, alimentato ad idrogeno, per il Saturn e descrisse otto differenti configurazioni per razzi pesanti che spaziavano da soluzioni a basso rischio, che facevano largo uso della tecnologia già esistente, a progetti che si basavano su componenti che ancora non erano stati sviluppati, incluso la proposta del nuovo stadio superiore. Le configurazioni erano:
- Saturn A
  - A-1 - lo stadio inferiore del Saturn, il secondo stadio di un Titan e il terzo stadio di un Centaur
  - A-2 - lo stadio inferiore del Saturn, il proposto secondo stadio di Jupiter raggruppati e il terzo stadio di un Centaur
- Saturn B
  - B-1 - lo stadio inferiore del Saturn, il proposto secondo stadio di Titan raggruppati, il proposto S-IV come terzo stadio ed il quarto stadio di un Centaur

- Saturn C
  - C-1 - lo stadio inferiore del Saturn, il proposto S-IV come secondo stadio
  - C-2 - lo stadio inferiore del Saturn, il proposto S-II come secondo stadio e il proposto S-IV come terzo stadio
  - C-3, C-4, e C-5 - tutti basati su differenti configurazioni di un nuovo stadio inferiore che utilizzava i motori F-1, configurazioni del proposto S-II come secondo stadio e il proposto S-IV come terzo stadio

I contratti per lo sviluppo di un nuovo motore ad idrogeno furono dati a Rocketdyne nel 1960 e per lo sviluppo dello stadio S-IV alla Douglas nello stesso anno.

## Programma Apollo
La sfida che il presidente John Fitzgerald Kennedy lanciò alla NASA nel maggio 1961 di mandare un astronauta sulla Luna entro la fine del decennio rese nuovamente urgente il programma Saturn. Quell'anno vide una nuova moltitudine di attività mentre differenti vie per raggiungere la Luna venivano valutate.
Sia i razzi Nova che i Saturn furono valutati per la missione, entrambi avevano un simile progetto generale e usavano molti degli stessi componenti. Ad ogni modo si giudicò che il Saturn sarebbe stato più facile da mettere in produzione dato che gran parte delle componenti erano state deliberatamente progettate per essere trasportabili con un aereo. I razzi Nova avrebbero richiesto nuove fabbriche per tutti gli stadi principali e vi erano inoltre seri dubbi sulla possibilità di completarli in tempo. I Saturn necessitavano solo di una nuova fabbrica e furono scelti principalmente per questa ragione.
Il Saturn C-5, (successivamente chiamato Saturn V), la più potente delle configurazioni del Silverstein Committee, fu scelta come progetto più adatto. A questo punto, comunque, tutti e tre gli stadi esistevano solo sulla carta, e ci si rese conto che l'attuale navicella lunare sarebbe stata sviluppata e pronta per i test molto prima del razzo. La NASA quindi decise di continuare anche lo sviluppo del C-1 (in seguito chiamato Saturn I) come lanciatore per i test poiché il suo stadio più basso era basato su tecnologie esistenti (i serbatoi dei razzi Redstone e Jupiter) e il suo stadio superiore era già in fase di sviluppo.
Infine, i membri della famiglia di razzi Saturn che arrivarono sulla rampa di lancio furono:
- Saturn I - dieci razzi volati per valutare lo stadio S-I e nei voli successivi gli stadi S-IV.
- Saturn IB - nove lanci, una versione rifinita del Saturn I con un primo stadio più potente (designato S-IB) che usava lo stadio S-IVB del Saturn V come secondo stadio. Questo portò anche il primo equipaggio dei voli Apollo in orbita, ed in seguito fu il lanciatore per lo Skylab e per i voli Apollo-Sojuz.
- Saturn V - dodici lanci, fu il razzo che portò gli astronauti dell'Apollo sulla Luna.
- Saturn INT-21 - 1 lancio, versione modificata del Saturn V usato per portare in orbita la stazione spaziale Skylab.